# Hannibal Goodwin

Hannibal Goodwin, Quelle: Library of Congress

Hannibal Williston Goodwin (* 21. April 1822 im Tompkins County, New York; † 31. Dezember 1900) war ein amerikanischer Geistlicher und Erfinder. Er forschte auf dem Gebiet der Fotografie und entdeckte die Herstellungsmethode eines transparenten, flexiblen Rollfilms aus Nitrozellulose. Deshalb zählt er zu den Pionieren der Fotografie und des Films.

## Leben und Werk

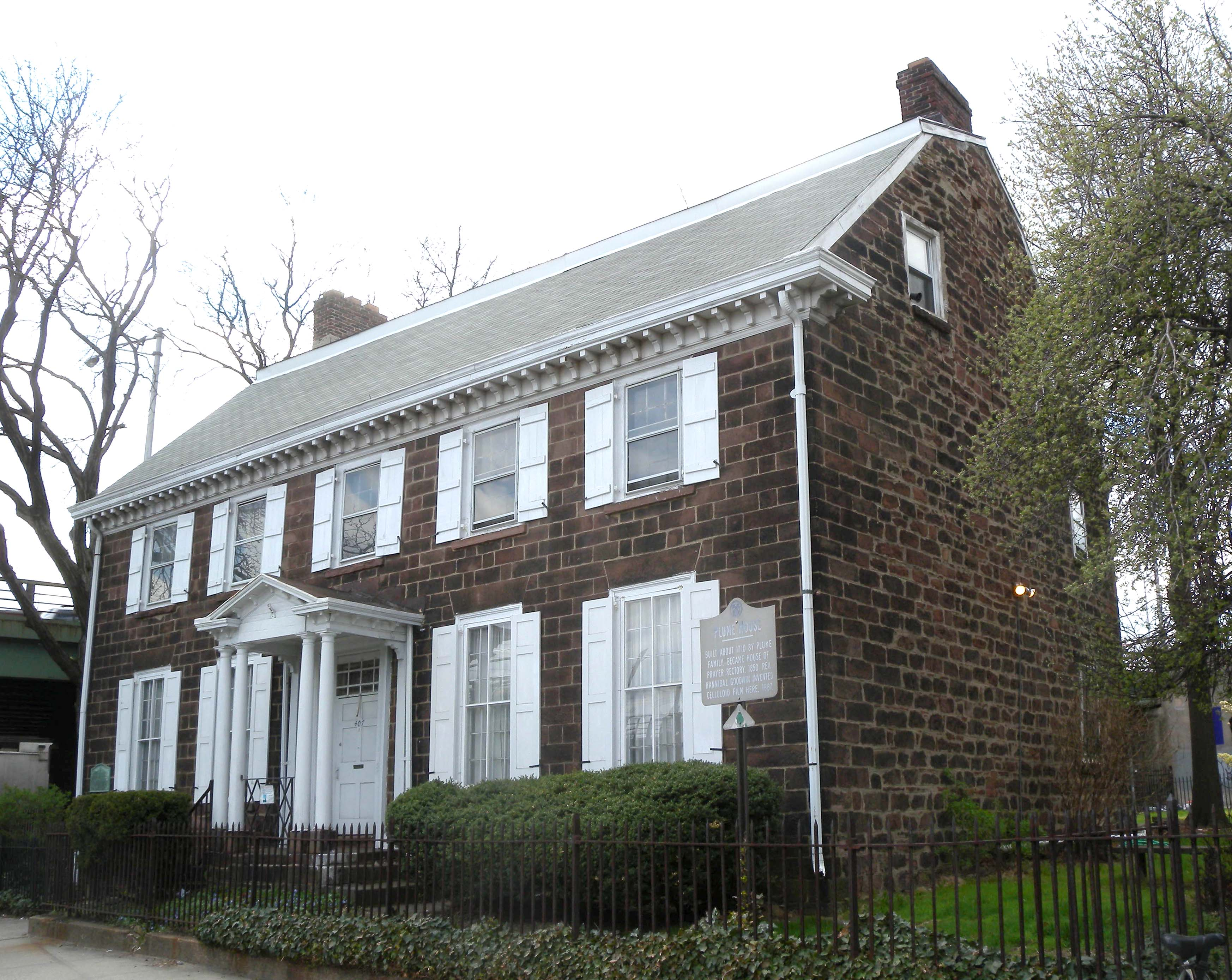
Hannibal Goodwins Wohnräume im Pfarrhaus Plume House der House of Prayer Church, aufgeführt im National Register of Historic Places unter der Nummer 72000777

Goodwin leitete das House of Prayer, eine episkopalische Kirche in Newark, New Jersey, von 1867 bis 1887; es gelang ihm, ohne spezielle wissenschaftliche Ausbildung 24 Erfindungen zu machen, von denen 15 patentiert wurden.
Durch langwierige Versuchsreihen erfand er den biegsamen fotografischen Film auf Celluloid-Basis, den er in den USA am 2. Mai 1887 zum Patent anmeldete (photographic pellicle and process of producing same [...] especially in connection with roller cameras). Goodwin führte elf Jahre lang einen Rechtsstreit mit der George Eastman Company – der heutigen Kodak – die ihrerseits behauptete, den Rollfilm 1889 erfunden zu haben, unter dem Namen Henry M. Reichenbach entsprechende Patente einreichte und Rollfilme mit großem Erfolg vermarktete. Goodwin erhielt am 13. September 1898 das US-Patent 610'861, zwei Jahre vor seinem Tod, und die Eastman Company musste eine Geldbuße von fünf Millionen US-Dollar leisten (nach anderen Quellen verklagte erst später Ansco die Eastman Company, der das betreffende Patent endgültig am 10. März 1914 zuerkannt wurde).
1900 gründete Goodwin die Goodwin Film & Camera Co., aber er starb in demselben Jahr, noch bevor die Filmherstellung begonnen worden war.
Nach Goodwins Tod wurde das Patent an Ansco verkauft, die Goodwin 1909 auf der National Photography Association Convention ehrten; Ansco brachte auch bis in die 30er Jahre eine Reihe von Box- und Faltkameras unter seinem Namen auf den Markt.
1914 stifteten Goodwins Kirchenfreunde sowie ein lokaler Fotografenklub eine Gedenktafel in einer öffentlichen Bibliothek mit folgender Inschrift:
"His experiments culminated in 1887 in the invention of the photographic film. As a memorial to the inventor of the device that has proved so potent for the instruction and entertainment of mankind this tablet is erected".
Seit 1960 trägt der Goodwin-Gletscher in der Antarktis seinen Namen.